# Tamina (bateau)
Pour les articles homonymes, voir Tamina (homonymie).
Le Tamina est un ancien canot de sauvetage de mer de la Deutsche Gesellschaft zur Rettung Schiffbrüchiger (littéralement, société allemande de sauvetage des naufragés, abrégée DGzRS) construit en 1971 au chantier naval Schweers de Bardenfleth, dans l'Arrondissement de Wesermarsch en Basse-Saxe.

## Historique
Le canot de sauvetage était équipé de systèmes radio, d'un échosondeur, d'un GPS, d'une pompe de cale externe et d'un port de sauvetage. Comme tous les bateaux de la classe 7 m, le bateau ne disposait pas de radar.
Contrairement à la plupart des autres canots de sauvetage de la DGzRS, le Tamina n'eut que deux emplacements de déploiement au cours de sa durée de vie. Après la livraison le 23 juillet 1971, il a été stationné à Langeoog pour des essais jusqu'en avril 1972. Du 17 avril 1972 jusqu'au démantèlement le 8 avril 1994  il a été déployé en continu sur la station DGzRS de l'île de Baltrum.
Après le service à la DGzRS, le bateau a été remis au Kurverwaltung de Büsum, qui a mis le bateau à la disposition de la Société allemande de sauvetage (DLRG) sous le nom de Büsum.

### Préservation
Après quelques années d'inactivité au DLRG, le bateau a été vendu à des particuliers en 2001. Le nouveau propriétaire a renommé le canot sous l'ancien nom de Tamina, l'a restauré à l'état des années 1970 en tant que navire musée en état de marche.
De l'été 2005 au 3 octobre de la même année, le bateau a été exposé dans le cadre de l'exposition Aus Sturm und Not - 140 Jahre Seenotrettung in Deutschland au Focke Museum (en) de Brême.